# Western Dream
Western Dream är ett album av den franska housegurun Bob Sinclar, som släpptes 7 juni 2006 i Sverige.

## Spår
1. Love Generation
2. Tennessee
3. Everybody Movin'
4. World, Hold On (Children of the Sky)
5. Miss Me
6. For You
7. Sing My Song
8. In the Name of Love
9. Amora Amor
10. Shining From Heaven
11. Give a lil' Love

### Bonusspår
1. Rock This Party (Everybody Dance Now)
2. Love Generation (Ron Carroll remix)

## Topplistor

### Album-listan
Western Dream gick upp på Album-listan vecka 24 (2006), men slogs ut från listan veckan därpå, och återkom vecka 26. Sammanlagt låg singeln fyra veckor på Album-listan.
| Position | 59 | - | 44 | 37 |

### Hitlistan
Love Generation (feat. Gary Pine) släpptes den 18 januari 2006, och gick upp på Hitlistan vecka 4 samma år. Singeln lämnade listan efter tjugo veckor.
| Position | 2 | 4 | 8 | 6 | 10 | 9 | 13 | 13 | 29 | 33 | 36 | 37 | 29 | 28 | 32 | 35 | 37 | 39 | 58 | 43 |

World, Hold On (Children of the Sky) (feat. Steve Edwards) släpptes den 17 maj 2006, och gick upp på Hitlistan vecka 21 samma år. Singeln lämnade listan efter sjutton veckor.
| Position | 14 | 31 | 27 | 27 | 32 | 28 | 25 | 32 | 34 | 34 | 33 | 32 | 33 | 41 | 42 | 48 | 58 |

Rock This Party (Everybody Dance Now) (feat. Cutee B) släpptes den 20 september 2006, och gick upp på Hitlistan vecka 39 samma år. Singeln stannade bara en vecka, innan den slogs ut och återkom den tredje veckan.
| Position | 30 | - | 44 | 25 | 29 | 24 | 23 | 14 | 17 | 23 | 28 | 54 | 41 |